# Albertus Verhoesen

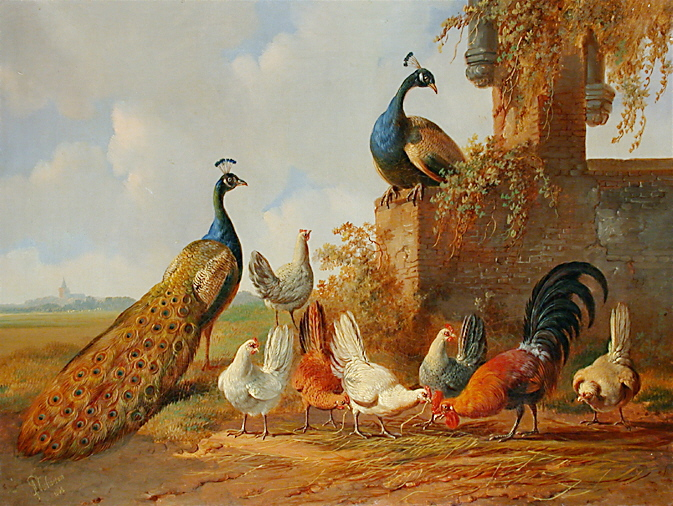
Albertus Verhoesen: Pfauen (1882)

Albertus Verhoesen (auch Aelbert Verhoesen, Albert Verhoesen, * 16. Juni 1806 in Utrecht; † 24. Februar 1881 ebendort) war ein niederländischer Landschafts-, Tier- und Genremaler, der sich auch als Zeichner, Radierer und Lithograf betätigte.

## Leben und Wirken
Verhoesen erhielt seine Ausbildung in den Ateliers von Bruno van Straaten, Jan van Ravenswaay, Pieter Gerardus van Os und Barend C. Koekoeck. Vor allem der Tiermaler Van Os (1776–1839), bei dem er 1824/25 in Hilversum arbeitete, beeinflusste ihn stilistisch; zu seinen bevorzugten Motiven gehörten neben Stadtansichten (wie Kasteel Vredenburg te Utrecht) und Landschaften kleine Gruppen von Tieren, meist Federvieh. 
Verhoesen arbeitete als Maler, Zeichner, Radierer und Lithograf in Utrecht, Hilversum (1824–1826), Utrecht, Amersfoort (1834–1853) und erneut bis zu seinem Tode in Utrecht. Er betätigte sich im damals populären Genre der Malerei von Federvieh und schloss damit an eine lange Tradition in der niederländische und flämischen Kunst an. Seine Gemälde sind in Museen in Utrecht und Harlem ausgestellt. Verhoesen war mit Barend Cornelis Koekkoek (1803–1862) befreundet, dem bedeutenden Landschaftsmaler der niederländischen Romantik.